# Leptorhamdia
Leptorhamdia es un género de peces actinopeterigios de agua dulce, distribuidos por ríos y lagos de América del Sur.

## Especies
Existen tres especies reconocidas en este género:
- Leptorhamdia essequibensis (Eigenmann, 1912)
- Leptorhamdia marmorata Myers, 1928
- Leptorhamdia schultzi (P. Miranda Ribeiro, 1964)